# Municipio de Brampton (Dakota del Norte)
El municipio de Brampton (en inglés: Brampton Township) es un municipio ubicado en el condado de Sargent en el estado estadounidense de Dakota del Norte. En el año 2010 tenía una población de 59 habitantes y una densidad poblacional de 0,63 personas por km².

## Geografía
El municipio de Brampton se encuentra ubicado en las coordenadas 45°59′11″N 97°49′52″O / 45.98639, -97.83111. Según la Oficina del Censo de los Estados Unidos, el municipio tiene una superficie total de 94.36 km², de la cual 94,23 km² corresponden a tierra firme y (0,15 %) 0,14 km² es agua.

## Demografía
Según el censo de 2010, había 59 personas residiendo en el municipio de Brampton. La densidad de población era de 0,63 hab./km². De los 59 habitantes, el municipio de Brampton estaba compuesto por el 98,31 % blancos y el 1,69 % eran de una mezcla de razas. Del total de la población el 0 % eran hispanos o latinos de cualquier raza.